# Танас (Болцано)
Танас је насеље у Италији у округу Болцано, региону Трентино-Јужни Тирол.
Према процени из 2011. у насељу је живело 112 становника. Насеље се налази на надморској висини од 1413 м.